# De diamantmijnen van Koningin Salami
 De diamantmijnen van Koningin Salami  is een verhaal uit de Belgische stripreeks Piet Pienter en Bert Bibber van Pom.

## Eerste versie
De oudste versie van dit verhaal verscheen voor het eerst in Het Handelsblad van 13 januari 1953 tot 18 juli 1953.

### Personages
- Piet Pienter
- Bert Bibber
- Professor Snuffel

### Albumversies
De diamantmijnen van Koningin Salami verscheen in 2009 bij Uitgeverij 't Mannekesblad in zeer beperkte oplage, en kende anno 2021 nog geen volwaardige albumuitgave.

## Tweede versie
De nieuwste versie van dit verhaal verscheen voor het eerst in Gazet Van Antwerpen van 8 september 1956 tot 30 januari 1957 en als nummer 5 in de reeks bij De Vlijt.

### Personages
- Piet Pienter
- Bert Bibber
- Professor Snuffel
- J. Schwindler
- Nestor

### Verwijzingen
In elk album verwijst Pom naar zaken uit de realiteit (soms lichtjes aangepast), waarvan hier een lijst volgt voor dit album.

#### Personen
- Nederlands zanger Johnny Jordaan
- Nederlands zanger Johnny Hoes
- Tsjechisch componist Bedřich Smetana
- Amerikaans acteur Danny Kaye
- Spaans kunstenaar Pablo Picasso
- Amerikaans muzikant Louis Armstrong
- Zweeds actrice Ingrid Bergman

#### Overige
- De opera Verkochte Brood verwijst naar Die verkaufte Braut.
- Het Peerdsbos is een bestaand bos in Schoten en Brasschaat.
- De Mussenhoevelaan in Boechout waar Pom woonde wordt vermeld als de Puttenhoevelaan.
- De stad Kimberley bestaat echt, in Zuid-Afrika.

### Albumversies
De diamantmijnen van Koningin Salami verscheen in 1957 als album 5 bij uitgeverij De Vlijt. In 1998 gaf uitgeverij De Standaard het album opnieuw uit.